# 會計分析師
會計分析師的職務為估算並解釋公開招股公司的財務報表。公開招股公司依照證券及交易委員會的要求發佈10-K年度財務報表。在此報表內必須包括資產負債表、損益表、現金流量表及對此財務報表的註記。特別地，其註記包含著大量支撐此一財報的定量資科及定性的訊息。
會計分析師的廣泛訓練中包括了解基於美國務務會計準則委員會所訂定的一般公認會計原則之公開招股公司內的財務會計原則。或許他亦會有另外接觸到基於由國際會計標準委員會所訂規則的國際會計準則之經驗。
舉個例子，會計分析師可能會在金融研究公司中工作，估算不同的財務會計原則，及其如何影響公司所報出來的財產。
會計分析師很可能持有會計碩士的學位並精專於財務會計的領域中。亦或，會計分析師可能持有會計專業的MBA學位。
此外，會計分析師可能持有特許公認會計師、註冊會計師或特許會計師的認證。